# Egyenlőtlen szerződés (nemzetközi jog)

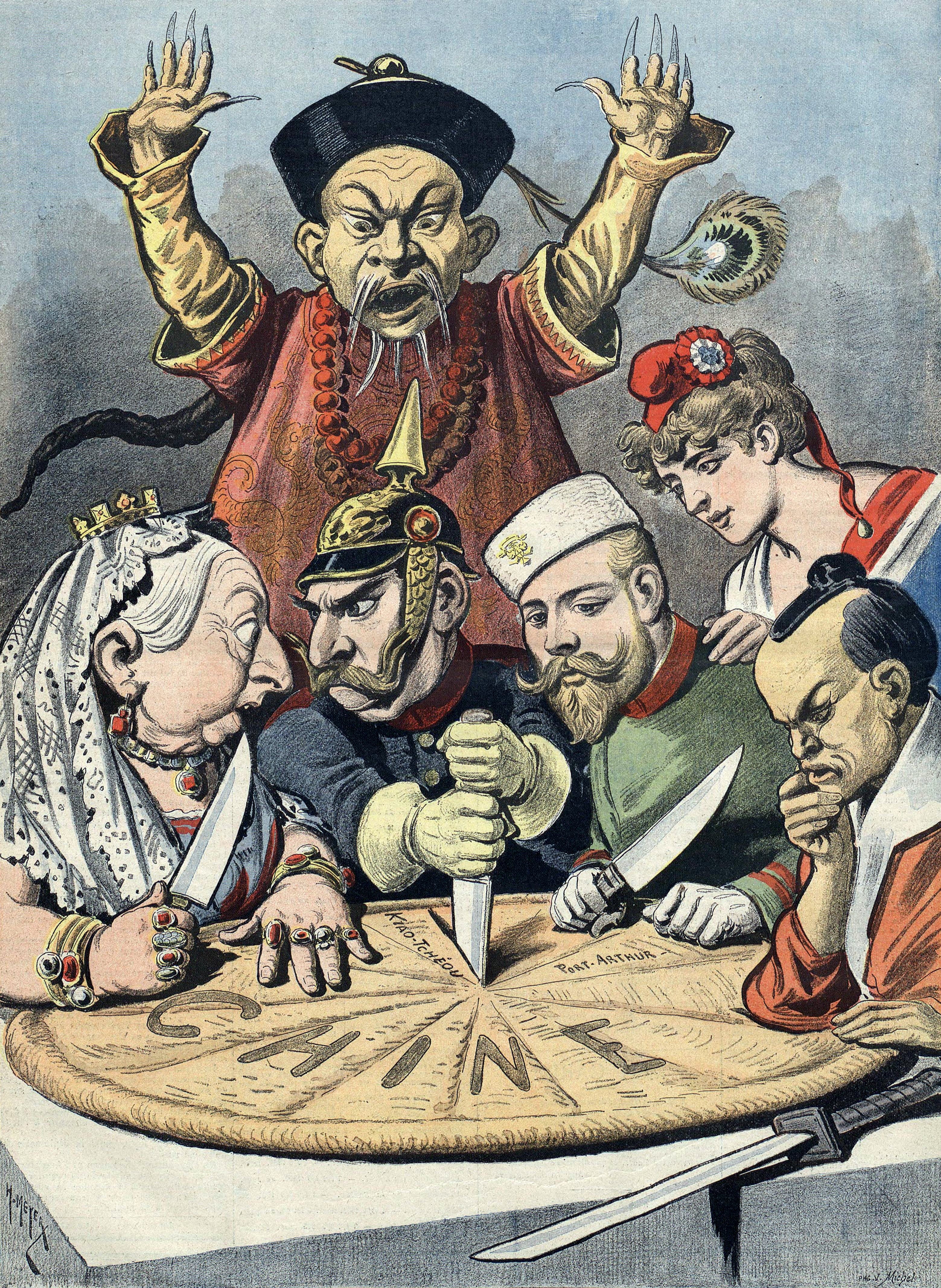
Kína – a királyok és császárok tortája című francia karikatúra, amely Kína felosztását mutatja a nagyhatalmak között. Balról Viktória brit királynő, II. Vilmos német császár, II. Miklós orosz cár, a francia Marianne (aki a francia–orosz szövetség miatt passzívan támogatja a cárt), Japánt pedig egy szamuráj karikatúrája ábrázolja. Háttérben a tiltakozó Csing szelleme

Az egyenlőtlen szerződés nemzetközi jogi fogalma azokra a szerződésekre vonatkozik, amelyek a 19. században és a 20. század első felében főleg a nagyhatalmak (Nagy-Britannia, Franciaország, Oroszország, Poroszország, Amerikai Egyesült Államok, Osztrák–Magyar Monarchia) és elsősorban egyes elmaradottabb ázsiai államok (Kína, Japán, Korea) között jöttek létre. Japán az 1850-es években a gyenge félként szerepelt ilyen szerződésekben, később azonban Kínával és Koreával szemben már az erősebb oldalon állt.
Ezen szerződések esetében a szerződő felek, bár formailag egyenlőek voltak, a megállapodás alkalmával annyira különböző erővel rendelkeztek, hogy az egyik nyilvánvalóan az erősebb fél katonai, gazdasági vagy más fenyegetése hatására fogadta el a „megállapodást”.

## Története
Az első ilyen szerződés kísérletére Kínában 1841-ben került sor, az 1839-ben indult ópiumháború után. Az első tényleges szerződést pedig ugyancsak az Egyesült Királyság és Kína írta alá 1842-ben (nankingi szerződés). Ez megnyitotta a brit kereskedők előtt a kínai kikötőket, lehetővé tette a keresztények letelepedését, és egyúttal kivonta őket a kínai joghatóság alól (extraterritorialitás). 1915-ig összesen mintegy 15 jelentősebb ilyen szerződést kényszerítettek Kínára az akkori nagyhatalmak. A nankingi szerződésben engedte át Kína Hongkongot a brit korona fennhatósága alá, amit —  beleértve a 99 évre “bérbe vett” Lantau szigetét, illetve a tőle északra lévő kisebb szigeteket (Új területek) is — csak 1997-ben csatoltak vissza Kínához.
Az „egyenlőtlen szerződés” kifejezést először 1926-ban használta a pekingi kormány egy 1865-ben kötött belga-kínai szerződés felmondásakor. Véglegesen csak 1943-ban tudta meghirdetni a kínai kormány az egyenlőtlen szerződések korszakának végét, amikor új szerződéseket írt alá az Egyesült Államokkal és Nagy-Britanniával, amelyekben többek között eltörölték az utóbbi országok állampolgárainak extraterritoriális jogait.
Ilyen egyenlőtlen szerződés volt az Amerikai Egyesült Államok és a Tokugava-sógunátus között 1854. március 31-én aláírt kanagavai egyezmény (hivatalosan: amerikai–japán “béke-, barátsági és kereskedelmi szerződés”) is, ami megnyitotta — erővel — Japánt a külföldi kereskedelem előtt. A szerződést 1855. február 21-én ratifikálták, ez véget vetett Japán két évszázados elzárkózási politikájának.
A szerződést 1858-ban követte a Harris-szerződés, ami koncessziós területek alapítását engedélyezte, területenkívüliséget biztosított a külföldieknek, és minimumra szorította a vámokat a külföldi termékeken. Japán más államokkal is hasonló szerződésekre kényszerült: az angolokkal 1854 októberében, az oroszokkal 1855. február 7-én és a franciákkal 1858. október 9-én.
Hawaii esetében a XIX. században mind a britek, a franciák és az amerikaiak megpróbáltak minél nagyobb befolyást szerezni a szigetország belügyeibe. Ebben az amerikaiak voltak a legsikeresebbek, akik 1875-ben megkötötték a Hawaii Királysággal a Kölcsönösségi Szerződést, amely gyakorlatilag egy szabadkereskedelmi megállapodás volt a két ország között, de ez a lépés a fehér ültetvényesek további megerősödését hozta. Az egyenlőtlen szerződés alapján Hawaii ugyan vámmentesen exportálhatott cukrot Amerikába, azonban az Egyesült Államok különleges gazdasági kiváltságokat szerzett a területen és katonai bázist létesíthetett Pearl Harborban. Későbbiekben ez alapozta meg a Hawaii-szigetek területének tagállamként történő bekebelezését, ami 1959-ben meg is történt. Azonban a szigetcsoportot már 1898-ban annektálta az Egyesült Államok, 1900-ban pedig tengerentúli terület státuszt kapott Hawaii Terület néven.
A Kuba szigetének délkeleti végén található tengeröblöt, mely Guantánamo városától nem messze van, az Egyesült Államok egy 1903-as egyenlőtlen szerződés alapján „bérli”, ennek jogszerűségét Kuba 1959 óta nem ismeri el. A Guantánamói-öböl jelenleg az Egyesült Államok külbirtoka, 117 km²-es területén amerikai haditengerészeti támaszpont és hírhedt börtön működik.
1875-ben – kihasználva Egyiptom tetemes államadósságát – a brit kormány kivásárolta a Csatorna-társaságból Egyiptom résztulajdonát, így a Szuezi-csatorna működtetése részben a brit korona irányítása alá került, osztozva a többségében francia magánbefektetőkből álló szindikátussal. Ezzel Nagy-Britannia biztosította a maga számára az Indiába vezető utat. 1882-ben az Egyesült Királyság csapatai megszállták a Szuezi-csatorna egyiptomi partvidékét, átvéve az Egyiptom fölötti „védnökséget” az Oszmán Birodalomtól. Így a kisebbségi tulajdonos de facto megszerezte a csatorna feletti teljes ellenőrzést. Az 1888-as a konstantinápolyi konvencióban rögzítették a Szuezi-csatorna szabad átjárhatóságát (azt minden hajónak garantálják háborúban és békeidőben egyaránt).
Néhány hónappal Fárúk egyiptomi király trónra lépése után, 1936-ban a britek egy egyenlőtlen szövetségi szerződést kényszerítettek Egyiptomra, amelyben 20 évre (1956-ig) megszerezték a jogot, hogy csapatokat állomásoztassanak a Szuezi-csatorna övezetében (hosszabbítási lehetőséggel). Az 1936-os brit–egyiptomi szerződésben Nagy-Britannia ragaszkodott a csatorna feletti ellenőrzés megtartásához. 1951-ben Egyiptom azonban felbontotta az egyenlőtlen szerződést, majd 1954-re a britek beleegyeztek a csapatok kivonásba. Végül 1956. június 13-án a Szuezi-csatorna övezetét visszahelyezték egyiptomi ellenőrzés alá.